# Alpskräppa
Alpskräppa (Rumex alpinus) är en växtart i familjen slideväxter.